# Каолак (область)
Каола́к (фр. Kaolack) — область в Сенегалі. Адміністративний центр - місто Каолак. Площа - 4 157 км², населення - 782 400 осіб (2010 рік).

## Географія
Область Каолак розташована в центральній, внутрішньої частини країни. На заході і півночі межує з областю Фатік, на сході з областю Кафрин, на півдні з Гамбією. Територією області зі сходу на захід протікає річка Салум.
У 2008 році зі східних районів області Каолак була виділена нова область - Кафрин. У той же час Каолаці був переданий район Гвінгвінео з області Фатік.

## Адміністративний поділ
Адміністративно область поділяється на 4 департаменти:
- Гвінгвінео
- Каолак
- Кунгель
- Ніорп-ду-Рип